# 志学館中等部・高等部 (千葉県)
志学館中等部・高等部（しがくかんちゅうとうぶ・こうとうぶ）は、千葉県木更津市真舟三丁目にある私立中学校・高等学校。通称は「志学館」「志学」「SGK」。

## 概要
東京湾岸にあり、上総丘陵の高台にある中高一貫校。自らの人生は、自らの力で開拓する「人生開拓」の建学の理念に基づく、知・徳・体の調和のとれた全人教育を目指して創立された。大学進学を大部分の生徒が目指しており、習熟度別教育を実施している。校歌の作詞はなかにし礼、作曲は鈴木邦彦である。授業時限数は、月.木が6限で火.水.金は7限である。火曜日の7限はLHR 金曜日の7限は総合的な探求の時間が設けられている。

## 沿革
- 1983年（昭和58年） - 志学館高等学校開校[2]
- 1985年（昭和60年）4月1日 - 志学館中学校開校[2]
- 2001年（平成13年）4月1日 - 志学館中等部・高等部に校名変更[2]

## 校訓
校訓は   
- 国を愛し郷土を愛し親を敬う
- 信義友愛礼節を守る
- 学問を尊び心身を鍛える

である。

## 校名の由来
論語の「吾十有五にして学に志す。…」から、冒頭の一節をとり「志学館」と命名したものである。「志学」とは単に学問を知的に習得することだけでなく、真の人間形成を目指すものである。

## 交通
- 登下校時に木更津駅よりスクールバス運行。また鎌取、ちはら台、館山、鴨川、久留里などから12の通学用路線バスを運行[4]。

## 校内環境
キャンパスは木更津市の郊外にあり、本館・体育館・西館・特別教室棟・図書館・各種競技場などの施設・設備を備えている。
- 大講義室、図書館、学習室（自習室）、進路相談室、CAI教室、食堂を設置[5]。
- 学寮を完備。男子寮として「時習寮」、女子寮として「K.G.Flat」がある。

## 制服
高等部
- 男子の冬服はモスグリーンのブレザーとグレーのスラックス、女子はオレンジブラウンのブレザー、ライトブラウンのチェック柄スカートを基調としたデザインに、男子の夏服はブルーのシャツとグレーのスラックス、女子はブルーのシャツ、リボン、グレーのチェック柄スカートである[6]。

中等部
- 男子の冬服はモスグリーンのブレザーとグレーのスラックス、女子はオレンジブラウンのブレザー、赤のチェック柄スカートを基調としたデザインに、男子の夏服はブルーカラーのシャツとグレーのスラックス。女子はライトブルーのシャツ、リボン、青のチェック柄スカートである[7]。

## 学園祭
文化祭は「水無月祭」と呼ばれ、毎年6月に開催される。9月に体育祭が開催される。

## 部活動
運動系では1994年夏の甲子園にも出場している硬式野球部や2022年に全国高等学校総合体育大会(インターハイ)団体演武男女優勝を果たした少林寺拳法部など、文化系では個人で全国大会や団体で関東大会に出場経験のある囲碁部などがある。

## 教員の不祥事
- 2015年度の高等部1年生の家庭科を担当する教諭が、免許が失効している状態で授業を行っていた。その為、同年10月末までに実施した46時間分の授業が無効となり、高等部1年生276人全員が非常勤講師3人による補講を受ける事態となった[10]。

## 著名な出身者
- 澤﨑俊和 - 元プロ野球選手、コーチ（広島東洋カープ）
- 金子圭輔 - 元プロ野球選手（福岡ソフトバンクホークス、オリックスバファローズ）
- 服部友一 - 元鹿児島読売テレビアナウンサー
- 丸山忠久 - 将棋棋士（実力制第十一代名人）
- 竹松舞 - 医師、ハープ奏者
- 早川周作 - 実業家
- 品川祐 - お笑いタレント